# Samuel Mosberg
Samuel Mosberg (14 de junho de 1896 – 30 de agosto de 1967) foi um boxeador estadunidense, campeão olímpico.

## Carreira
Mosberg foi gerenciado por Billy Gibson e Jack Bulger durante a maior parte de sua carreira profissional. Ele trabalhou simultaneamente como instrutor de boxe da Marinha durante a Primeira Guerra Mundial. Conquistou a medalha de ouro nos Jogos Olímpicos de Verão de 1920 em Antuérpia, após derrotar o dinamarquês Gotfred Johansen na categoria peso leve e consagrar-se campeão.